# Lòng tin

Ước tính mức độ lòng tin ở cấp độ quốc gia trên thế giới

Tỷ lệ người được khảo sát đồng tình với nhận định rằng "Hầu hết mọi người đều có thể tin cậy được"

Lòng tin, còn gọi là sự tín thác, sự tin cậy (tiếng Anh: trust), là sự sẵn lòng của một bên (gọi là người tín thác) để trở nên dễ bị tổn thương trước một bên khác (gọi là người được tín thác) dựa trên giả định rằng người được tín thác sẽ hành động theo cách có lợi cho người tín thác. Ngoài ra, người tín thác không có quyền kiểm soát hành động của người được tín thác. Các học giả phân biệt giữa lòng tin tổng quát (còn được gọi là lòng tin xã hội, là sự mở rộng lòng tin ra một phạm vi nhóm người tương đối lớn gồm những người không quen biết) với niềm tin cụ thể, tùy thuộc vào một tình huống cụ thể hoặc một mối quan hệ cụ thể.
Do người tín thác không biết chắc chắn về kết quả hành động của người được tín thác, nên người tín thác chỉ có thể vun đắp và đánh giá các kỳ vọng. Những kỳ vọng như vậy được hình thành dựa trên động cơ của người được tín thác, tùy thuộc vào đặc điểm, tình huống và sự tương tác của họ. Tính không chắc chắn bắt nguồn từ nguy cơ thất bại hoặc nguy cơ gây tổn hại cho người tín thác nếu người được tín thác không hành xử như kỳ vọng hay mong đợi của người tín thác.
Trong khoa học xã hội, sự tinh tế của lòng tin là một chủ đề được nghiên cứu liên tục. Trong xã hội học và tâm lý học, mức độ mà một bên tin tưởng bên kia chính là thước đo niềm tin vào sự trung thực, sự công bằng hoặc lòng nhân từ của bên kia. Sự sứt mẻ lòng tin có thể dễ được người ta tha thứ hơn nếu nguyên nhân của việc đó xuất phát từ sự thất bại về năng lực, hơn là xuất phát từ sự lừa dối (thiếu trung thực) hay thiếu nhân từ. Trong kinh tế học, lòng tin thường được khái niệm hóa là mức độ tin cậy trong giao dịch. Trong mọi trường hợp, lòng tin là một quy tắc quyết định dựa theo kinh nghiệm, cho phép một người đối phó với những vấn đề phức tạp đòi hỏi nỗ lực phi thực tế trong lý luận hợp lý.

## Lòng tin xã hội
Có bốn loại lòng tin xã hội được công nhận:
- Lòng tin tổng quát (generalized trust), hay còn gọi là lòng tin vào người lạ, là loại lòng tin quan trọng trong xã hội hiện đại vì liên quan nhiều đến giao tế giữa người với người.
- Lòng tin ngoại nhóm (out-group trust) là loại lòng tin mà một người nhóm này dành cho những người ở nhóm khác. Nhóm ở đây có thể hiểu là cộng đồng sắc tộc hay quốc gia,...
- Lòng tin nội nhóm (in-group trust) là loại lòng tin mà một người dành cho những thành viên của nhóm mình.
- Lòng tin hàng xóm láng giềng là loại lòng tin giữa những người sinh sống trong cùng một khu vực dân cư với nhau.